# Lawrence Block
Lawrence Block (ur. 24 czerwca 1938 w Buffalo) – amerykański pisarz, autor powieści i opowiadań kryminalnych, najbardziej znany z serii książek o takich postaciach, jak walczący z alkoholizmem prywatny detektyw Matthew Scudder, sympatyczny włamywacz Bernie Rhodenbarr i poszukiwacz przygód Evan Tanner.

## Życiorys
Urodzony w Buffalo, Lawrence Block uczęszczał do Antioch College w Yellow Springs w Ohio, ale go nie ukończył. Jego najwcześniejsza praca, napisana pod pseudonimem wspólnie z innym autorem kryminałów, Donaldem E. Westlake’em, w latach pięćdziesiątych XX wieku, pojawiała się głównie w wydawnictwach pornograficznych. Jego pierwszą samodzielną pracą, dzięki której zaistniał, było opowiadanie You Can't Lose (1957). Później pisywał zarówno pod swoim nazwiskiem, jak i różnymi pseudonimami, m.in. jako Chip Harris i Paul Kavanagh. W 1994 otrzymał od Mystery Writers of America nagrodę Grand Master. Oprócz tego jest jedynym trzykrotnym zwycięzcą Edgar Award za najlepsze opowiadanie. Do tej pory opublikował ponad pięćdziesiąt powieści i ponad sto krótkich opowiadań, jak również książki dla pisarzy.
Obecnie Block od wielu lat mieszka w Nowym Jorku, z którym jest bardzo mocno związany, osadzając tam akcję większości powieści. Swój wolny czas poświęca na podróżowanie wraz z żoną, Lynne (odwiedzili blisko 100 państw). Ma trzy córki z poprzedniego małżeństwa.

## Twórczość

### Powieści z Matthew Scudderem
- The Sins of the Fathers (1976)
- In the Midst of Death (1976)
- Time to Murder and Create (1977)
- A Stab in the Dark (1981)
- Eight Million Ways to Die (1982)
- When the Sacred Ginmill Closes (1986)
- Out on the Cutting Edge (1989)
- A Ticket to the Boneyard (1990)
- A Dance at the Slaughterhouse (1991)
- Krocząc wśród cieni (A Walk Among the Tombstones) (1992)
- The Devil Knows You're Dead (1993)
- A Long Line of Dead Men (1994)
- Even the Wicked (1997)
- Everybody Dies (1998)
- Hope to Die (2001)
- All the Flowers Are Dying (2005)

### Powieści i opowiadania z Berniem Rhodenbarrem
- Pokorny włamywacz (Burglars Can't Be Choosers) (1977)
- Włamywacz w garderobie (The Burglar in the Closet) (1978)
- The Burglar Who Liked to Quote Kipling (1979)
- The Burglar Who Studied Spinoza (1980)
- Włamywacz, który malował jak Mondrian (The Burglar Who Painted Like Mondrian) (1983)
- The Burglar Who Traded Ted Williams (1994)
- Włamywacz, który miał się za Bogarta (The Burglar Who Thought He Was Bogart) (1995)
- The Burglar in the Library (1997)
- The Burglar in the Rye (1999)
- The Burglar on the Prowl (2004)
- The Burglar Who Dropped In On Elvis
- The Burglar Who Smelled Smoke

### Powieści z Evanem Tannerem
- The Thief Who Couldn't Sleep (1966)
- The Canceled Czech (1966)
- Tanner's Twelve Swingers (1967)
- The Scoreless Thai (Two for Tanner) (1968)
- Tanner's Tiger (1968)
- Here Comes a Hero (Tanner's Virgin) (1968)
- Me Tanner, You Jane (1970)
- Tanner on Ice (1998)

### Powieści i opowiadania z Chipem Harrisonem*
- No Score (1970)
- Chip Harrison Scores Again (1971)
- Make Out With Murder (The Five Little Rich Girls) (1974)
- The Topless Tulip Caper (1975)
- As Dark As Christmas Gets (1997)

*Wydane pod pseudonimem „Chip Harrison”

### Powieści z Johnem Kellerem
- Hit Man (1998)
- Hit List (2000)
- Hit Parade (2006)

### Inne
- $20 Lust lub Cinderella Sims (1961)
- Coward's Kiss lub Death Pulls a Doublecross (1961)
- Mona lub Grifter's Game lub Sweet Slow Death (1961)
- Fidel Castro Assassinated lub Killing Castro (1961) jako Lee Duncan
- You Could Call it Murder (1961)
- The Girl With the Long Green Heart (1965)
- Deadly Honeymoon (1967)
- After the First Death (1969)
- The Specialists (1969)
- Such Men Are Dangerous (1969) jako Paul Kavanagh
- Ronald Rabbit is a Dirty Old Man (1971)
- The Triumph of Evil (1971) jako Paul Kavanagh
- Not Comin' Home to You (1974) jako Paul Kavanagh
- Ariel (1980)
- Random Walk (1988)
- Enough Rope: Collected Stories (2002)
- Small Town (2003)

### Wspomnienia
- Step by Step: A Pedestrian Memoir (2009)

### Książki dla pisarzy
- Writing the Novel From Plot to Print (1979)
- Telling Lies for Fun & Profit (1981)
- Write For Your Life (1986)
- Spider, Spin Me a Web (1987)